# Popovjani
Popovjani (macedónul: Поповјани, albánul Popojani) település Észak-Macedóniában, a Délnyugati körzet Kicsevói járásában, 2013-ig az Oszlomeji járás része volt, ami teljes egészében beolvadt a Kicsevói járásba.

## Népesség
| Lakosok száma | 275  | 285  | 267  | 271  | 293  | 30   | 309  | 399  | 142  |
|               | 1948 | 1953 | 1961 | 1971 | 1981 | 1991 | 1994 | 2002 | 2021 |

2002-ben 399 lakosa volt, akik közül 397 albán és 2 macedón.